# FIFA 16
FIFA 16 er et fodboldvideospil og er en del af videospilserien FIFA, der udkommer som nyt spil en gang årligt. Spillet udvikles af EA Canada og udgives af Electronic Arts under navnet EA Sports. Spillet udkom i Danmark den 24. september 2015 og kan købes til Playstation 3, Playstation 4, Xbox 360, Xbox One og PC. For første gang siden år 2000 udkommer FIFA-spillet ikke til nogen Nintendo-platforme. Der udkom en demo af spillet til gratis download i starten af september 2015.

## Gameplay
Udviklingen bag FIFA 16 har taget udgangspunkt i 'balance'. EA Sports har forsøgt at lave det mest balancerede fodboldspil til dato, hvilket blandt andet giver bedre mulighed for at forsvare sig som et samlet hold, styre og kontrollere midtbanen på ens egen måde og skabe endnu flere utrolige momenter inde på banen. Der er tilføjet 9 nye stadioner til spillet inklusive Fratton Park, der er lavet til ære for tidligere Creative Director på spillet Simon Humber. Derudover er der tilføjet en række nye features til spillet. De største nye features er:
Kvindelige landshold
For første gang i FIFA-spilserien vil der i FIFA 16 være kvinder med på den virtuelle fodboldbane. Der er blevet tilføjet 12 kvindelige landshold, der kan bruges i Kick-off, offline-turneringer og online venskabskampe. De 12 hold kan kun spille mod hinanden og ikke mod mændenes hold. Følgende hold er med:
- Australien
- Brasilien
- Canada

- Kina
- England
- Frankrig
- Tyskland
- Italien
- Mexico
- Spanien
- Sverige
- USA

Karriere forbedres
Udviklingen af karriere-mode har stået stille i nogle år, men i FIFA 16 har EA Sports valgt at forsætte arbejdet med det populære spilmode. Således er der kommet turneringer i pre-season, træning af ens spillere, forbedret globalt transfernetværk, ændringer i transferbudgettet og mange andre justeringer.
FUT Draft
Dette er en hel ny type spil inde i FIFA 16 Ultimate Team. Man får muligheden for at vælge mellem fem forskellige spillere til hver position på banen, og på den måde skal man skabe det bedste hold, samtidig med at man tænker på kemien på holdet. Der vil være fede bonusser at vinde i dette spilmode.

## Covers
Lionel Messi vil igen i år være at finde på det danske cover af spillet. Lionel Messi har været frontfigur for spillet siden FIFA 13, hvor han erstattede Manchester United-spilleren Wayne Rooney. I andre lande vil lokale eller regionale spillere optræde på coveret sammen med Lionel Messi. Eksempelvis vil Jordan Henderson være at finde på det britiske cover, efter han vandt en online-afstemning, hvor fans for første gang i spillets historie havde mulighed for at bestemme, hvilken person der skulle på coveret.

## Ligaer
Det er endnu ikke officielt bekræftet, hvilke ligaer der vil være i spillet. 
| - Australien / New Zealand - A-League - Argentina - Primera División - Belgien - Pro League - Chile - Campeonato Nacional Scotiabank - Danmark - Superligaen - England / Wales - Premier League - Championship - League One - League Two - Frankrig / Monaco - Ligue 1 - Ligue 2 - Holland - Eredivisie - Italien - Serie A - Serie B - Irland - Airtricity League - Sydkorea - K League - Mexico - Liga MX | - Norge - Tippeligaen - Polen - Ekstraklasa - Portugal - Liga Portuguesa - Rusland - Russian League - Saudiarabien - Saudi Professional League - Skotland - SPL - Spanien - Liga BBVA - Liga Adelante - Sverige - Allsvenskan - Schweiz - Raiffeisen Super League - Tyrkiet - Süper Lig - Tyskland - Bundesliga - 2. Bundesliga - USA / Canada - Major League Soccer - Østrig - Østrigske Bundesliga |